# Condado de Clark (Wisconsin)
O Condado de Clark é um dos 72 condados do Estado americano do Wisconsin. A sede do condado é Neillsville, e sua maior cidade é Neillsville. O condado possui uma área de 3 157 km² (dos quais 9 km² estão cobertos por água), uma população de 33 557 habitantes, e uma densidade populacional de 11 hab/km² (segundo o censo nacional de 2000). O condado foi fundado em 1853.